# Méndez Núñez (1869)
El buque Méndez Nuñez fue una fragata blindada al servicio de la Armada española, que en origen fue la fragata de hélice de la Clase Lealtad Resolución (Ex-Nuestra Señora del Patrocinio).

## El buque

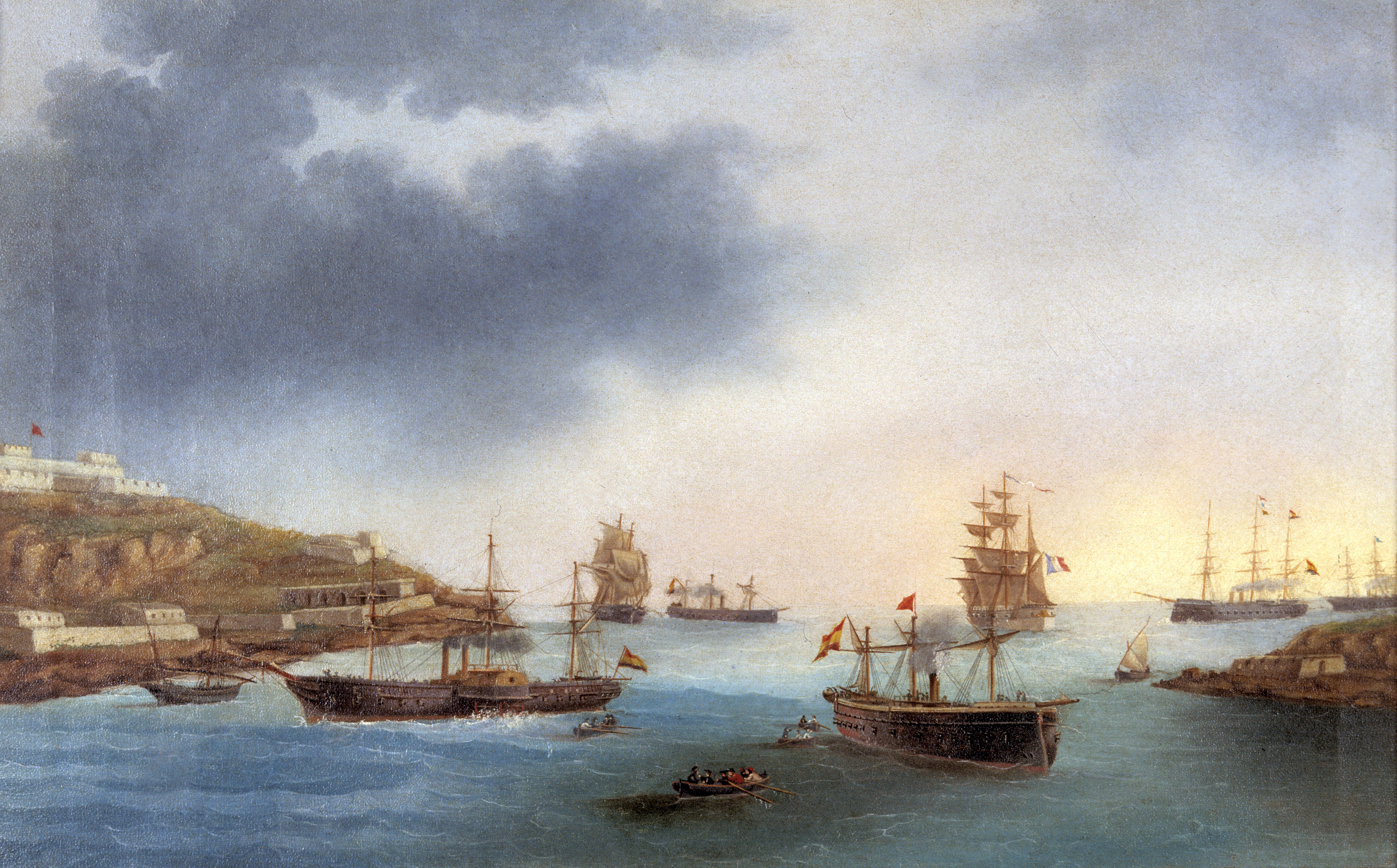
Combate de Cartagena

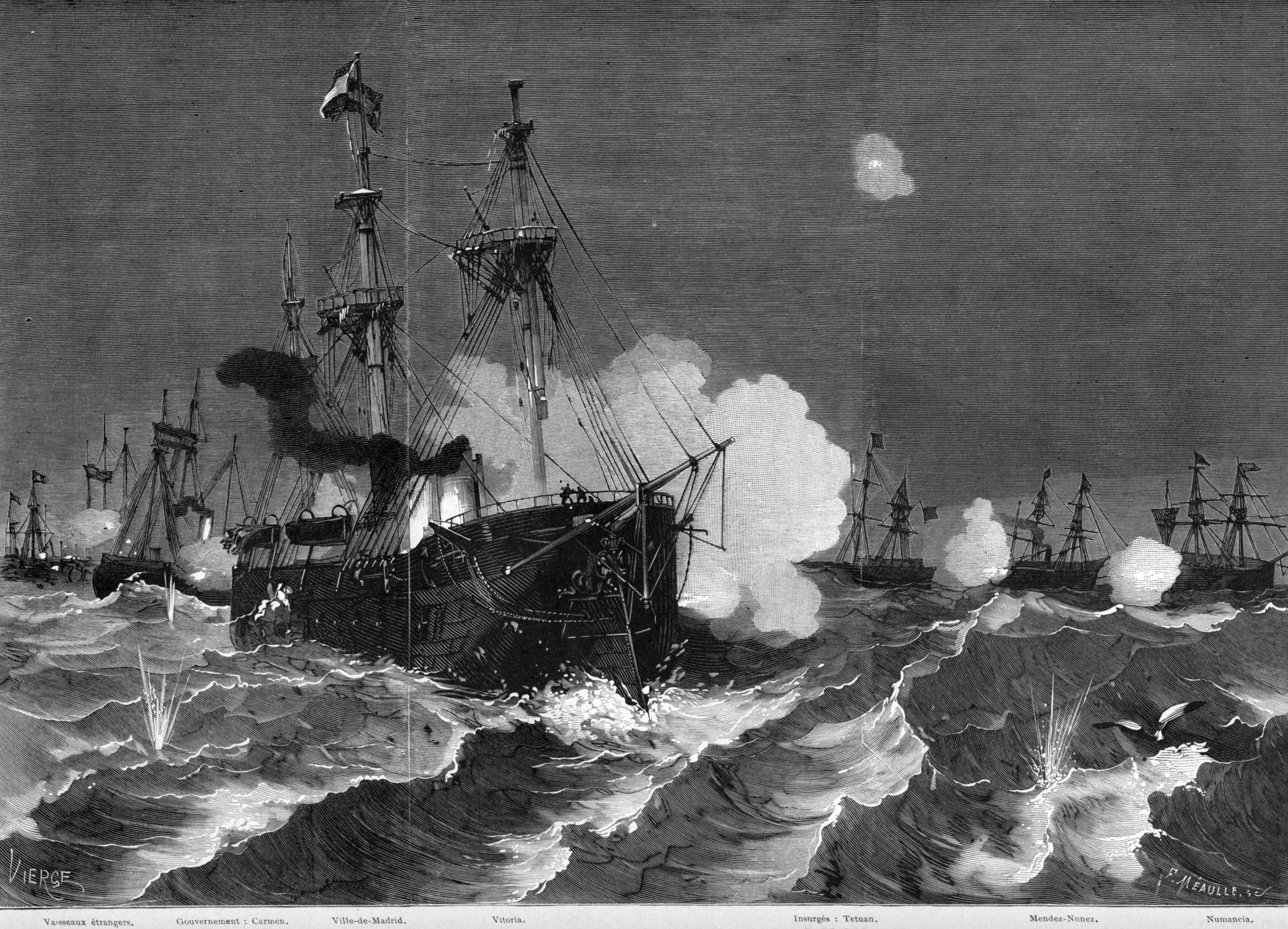
Dibujo del Combate de Cartagena

La transformación en blindada consistió solamente en la instalación de una faja y un reducto blindado de 120 mm en el centro del costado, que protegía la máquina y la batería, donde se alojaban los 6 cañones de grueso calibre, continuando el resto del casco de madera sin protección.

## Historial
Aún con el nombre de Resolución y antes de su transformación, participó en la campaña del Pacífico en 1866 formando parte de la escuadra mandada por Casto Méndez Núñez y bajo el mando del capitán de navío Manuel de la Pezuela, en donde tomó parte en los bombardeos de Valparaíso del 31 de marzo de 1866 y en la Batalla de El Callao, siendo el buque que sufrió menos bajas y daños y cuya artillería fue más eficaz. A su vuelta a España, se la rebautizó como Ntra. Sra. del Patrocinio, y tras comprobar las excelentes condiciones marineras que poseía tras su paso por el Cabo de Hornos, se decidió convertirla en fragata blindada en  1869. 
Al año siguiente recibió su nuevo nombre, Méndez Núñez, en recuerdo y honor del marino fallecido el 21 de agosto de 1869. Tras la transformación fue adscrita a la escuadra del Mediterráneo y, a finales de 1872, a la escuadra de reserva, en la que le sorprendió la sublevación del Cantón de Cartagena, en el año 1873. El Gobierno declaró piratas a todos los buques sublevados. Participó en el Combate naval de Portmán, el 11 de octubre de 1873, entre la escuadra cantonal y la gubernamental. Fue dada de baja en 1888 y desguazada en 1896.